# Arfará
Arfará är en ort i Grekland.   Den ligger i prefekturen Messenien och regionen Peloponnesos, i den södra delen av landet, 180 km sydväst om huvudstaden Aten. Arfará ligger 39 meter över havet och antalet invånare är 1 285.
Terrängen runt Arfará är varierad. Runt Arfará är det ganska glesbefolkat, med 30 invånare per kvadratkilometer. Närmaste större samhälle är Kalamata, 14,2 km sydost om Arfará. == Kommentarer ==
1. ↑  Framräknat ur variansen i alla höjduppgifter (DEM 3") från Viewfinder Panoramas, inom 10 km radie.[2] Mer om algoritmen finns här: Användare:Lsjbot/Algoritmer.